# Corylaceae
Corylaceae is een botanische naam, voor een familie van tweezaadlobbige planten. Een familie onder deze naam wordt zo af en toe erkend door systemen voor plantentaxonomie, en indertijd ook in het systeem van De Candolle, alwaar ze deel uitmaakte van de Monochlamydeae.
Indien een dergelijke familie erkend wordt is er ook niet echt overeenstemming over wat er tot deze familie zou horen, of alleen Corylus, of daarnaast ook Carpinus, Ostrya en Ostryopsis.
In de regel worden de betreffende planten ingedeeld in de familie Betulaceae.